# Benczúr András
Ifj. Benczúr András (Zalaegerszeg, 1969. május 9. –) Lendület ösztöndíjas matematikus.

## Tanulmányai
1993-ban matematikusi diplomát szerzett az ELTE-n. Doktori fokozatát 1997-ben szerezte az MIT-n az alkalmazott matematika területén, majd az MTA SZTAKI Informatika Kutató Laboratórium munkatársa lett. 2000-ben csoportot alapított Adatbányászat és Webkeresés Kutatócsoport néven.

## Szakmai tevékenysége
Fő kutatási területe extrém méretű rendszerek (például nagy belső hálózatok, nagy forgalmú webportálok), illetve a magyar nyelvű információkeresés matematikai módszerei. Kutatócsoportja szociális hálózatok, biztonsági incidensek és ügyféladatok elemzését, illetve webes spamszűrést végez, melyért Yahoo! Faculty Research Grant támogatást nyertek a a 2006–7-es akadémiai évben. Csoportja emellett első helyet ért el a KDD Cup 2007 versenyen.
Mellékfoglalkozású oktatóként az ELTE-n többek között adatbányászatot és webes információgyűjtési módszereket, a Közép-európai Egyetemen statisztikát, Aquincum Institute of Technology-n adatbányászatot és algoritmusokat tanít.
2012-ben a Lendület program keretében kutatócsoportot alapított „Adatbányászat és Keresés Csoport” néven, „Óriási méretű adathalmazok feldolgozásának lehetőségei” témában.

## Díjai, elismerései
- A Bolyai János Matematikai Társulat Rényi Kató díja (1993)[3]
- OTDK Pro Scientia díj (1993)[3]
- Machtey díj a legjobb egyetemi hallgató által írt cikkért (1995)[3]
- Akadémiai Ifjúsági díj (2002)[2]

- Gyires Béla-díj[2]
- KDD Cup 1. helyezés (1997)[2]
- Yahoo! Faculty Research Grant (2006)[2]
- Lendület ösztöndíj (2012)[6]